# Río Milagro
El Río Milagro es un curso de agua con pocas curvas pronunciadas o meandros, sobre relieve plano. Atraviesa el cantón Milagro por su centro poblado. Se rodea de vegetación arbustiva y arbórea con tramos intervenidos por construcciones de casas o plantaciones.